# Campo de San Juan (fútbol)
El Campo de San Juan (en euskera: Donibane zelaia), en sus inicios conocido como Campo de Deportes Osasuna, fue un estadio de fútbol situado en la ciudad de Pamplona, en el barrio de San Juan. Fue el tercer estadio que utilizó el C. A. Osasuna después de pasar dos años alternando entre el Campo del Ensanche y el Municipal de Deportes del Hipódromo. Tuvo una vida útil de 45 años y fue el predecesor del actual Estadio El Sadar.

## Ubicación
El estadio estaba situado en la parte trasera de la Clínica de San Miguel, entre las actuales calles Monasterio de Urdax y Monasterio de Usún y la Plaza Monasterio de Santa Gemma.

## Historia
En 1921, la directiva del C. A. Osasuna solicitó al Ayuntamiento un terreno en San Juan y en febrero de 1922 se firmó la escritura por la que el club arrendaba una parcela en la que se construiría el nuevo estadio
El 21 de mayo de 1922 se inauguró el Campo de San Juan, que en sus inicios se conoció también como "Campo de Deportes Osasuna", con un partido contra el Arenas Club de Guecho. Este partido el Osasuna lo jugaría con: Areta, Planas, Néstor; Pinillos, Goñi, Lusarreta; Idoate, Azagra, Urquizu, Echarren y Zala. El encuentro terminó con victoria local por 2-0, con goles de Juanito Urquizu y Zala.
La mudanza a San Juan supuso para el club contar con un estadio fijo. En sus comienzos el estadio contaba con capacidad para 3000 espectadores y necesitó a lo largo de la historia varias remodelaciones (1926-27 y 1952-53).
En 1945, el club alquiló el campo al Frente de Juventudes para paliar una crisis económica.
El 28 de mayo de 1953, el Campo de San Juan sufrió un incendio en la tribuna principal de madera que quedó destruida en menos de media hora, sin que los bomberos tuvieran la oportunidad de intervenir. En su lugar se construyó una tribuna de cemento, cubierta en su totalidad, que se inauguró en septiembre del mismo año.
A mediados de los años 50, el campo ya presentaba una imagen más adecuada para un club que se asomaba por Primera División y contaba con un aforo de casi 20 000 espectadores.
En los años 60, los terrenos sobre los que asentaba el campo fueron vendidos por 40 millones de pesetas y el equipo disputó su último partido en San Juan el 30 de abril de 1967. Ese mismo año el club navarro abandonó el estadio de San Juan y se instaló en el nuevo estadio de El Sadar.

## Legado
En octubre de 2021 se instaló un banderín conmemorativo en el lugar donde se ubicaba el Campo de San Juan.